# Shenzhen Open 2017
Lo Shenzhen Open 2017 è stato un torneo di tennis giocato all'aperto sul cemento. È stata la 5ª edizione dello Shenzhen Open, che fa parte della categoria International nell'ambito del WTA Tour 2017. Si è giocato allo Shenzhen Longgang Tennis Centre di Shenzhen, in Cina, dal 1º al 7 gennaio 2017.

## Partecipanti

### Teste di serie
| Giocatrice  | Nazionalità          | Ranking* | Testa di serie |
| ----------- | -------------------- | -------- | -------------- |
| Polonia     | Agnieszka Radwańska  | 3        | 1              |
| Romania     | Simona Halep         | 4        | 2              |
| Regno Unito | Johanna Konta        | 10       | 3              |
| Svizzera    | Timea Bacsinszky     | 15       | 4              |
| Ungheria    | Tímea Babos          | 28       | 5              |
| Lettonia    | Anastasija Sevastova | 34       | 6              |
| Romania     | Monica Niculescu     | 38       | 7              |
| Stati Uniti | Alison Riske         | 39       | 8              |

* Ranking al 26 dicembre 2016.

### Altre partecipanti
Le seguenti giocatrici hanno ricevuto una wildcard per il tabellone principale:
- Duan Yingying
- Zhang Kailin
- Zhu Lin

La seguente giocatrice è entrata in tabellone con il ranking protetto:
- Galina Voskoboeva

Le seguenti giocatrici sono passate dalle qualificazioni:

- Chang Kai-chen
- Ons Jabeur
- Nina Stojanović
- Stefanie Vögele

Le seguenti giocatrici sono entrate in tabellone come lucky loser:
- Ana Bogdan
- Liu Fangzhou

## Punti e montepremi
| Torneo              | Torneo              | V       | F      | SF     | QF     | 2T    | 1T    | Q  | Q2    | Q1    |
| Singolare femminile | Punti               | 280     | 180    | 110    | 60     | 30    | 1     | 18 | 12    | 1     |
| Singolare femminile | Premi in denaro ($) | 163,260 | 81,251 | 43,663 | 13,121 | 7,238 | 4,698 | –  | 2,720 | 1,588 |
| Doppio femminile    | Punti               | 280     | 180    | 110    | 60     | -     | 1     | –  | –     | –     |
| Doppio femminile    | Premi in denaro ($) | 26,031  | 13,544 | 7,271  | 3,852  | -     | 2,031 | –  | –     | –     |

## Campionesse

### Singolare
Kateřina Siniaková ha battuto in finale  Alison Riske con il punteggio di 6–3, 6–4.
- È il primo titolo in carriera per Siniaková.

### Doppio
Andrea Sestini Hlaváčková /  Peng Shuai hanno sconfitto in finale  Ioana Raluca Olaru /  Ol'ga Savčuk con il punteggio di 6–1, 7–5.